# كونستانتين كونستانتينوفيتش بروفالوف
كونستانتين كونستانتينوفيتش بروفالوف (بالروسية: Константин Константинович Провалов؛ 30 سبتمبر 1949 - 9 أبريل 2021) دبلوماسي سوفييتي وروسي. شغل مناصب دبلوماسية مختلفة من عام 1973 فصاعدًا، وكان سفيراً لروسيا في إستونيا بين عامي 2000 و2006.

## الحياة المهنية
ولد بروفالوف في 30 سبتمبر 1949 في موسكو، التي كانت آنذاك جزءًا من جمهورية روسيا الاتحادية الاشتراكية السوفياتية في الاتحاد السوفيتي. درس في معهد موسكو الحكومي للعلاقات الدولية، وتخرج عام 1972 بدرجة في العلاقات الدولية، والتحق بالسلك الدبلوماسي. بالإضافة إلى لغته الأم الروسية، كان يتحدث البنغالية والإنجليزية. قضى بروفالوف خدمته المبكرة في شغل مناصب دبلوماسية مختلفة في الاتحاد السوفيتي، ثم في وزارة الخارجية الروسية، وفي البعثات الخارجية للوزارة والسفارات في الخارج. كان أول منصب له في عام 1972 كمساعد في إدارة جنوب آسيا بالوزارة، وتبعه مناصب في بنغلاديش وميانمار. كما أمضى فترة طويلة في جهاز اللجنة المركزية للحزب الشيوعي السوفيتي. في أواخر الثمانينيات أجرى دراسات أخرى في أكاديمية العلوم الاجتماعية التابعة للجنة المركزية للحزب الشيوعي للاتحاد السوفيتي، وتخرج منها عام 1989.
في عام 1996 أصبح بروفالوف نائب مدير إدارة الأمانة التنفيذية ونائب السكرتير التنفيذي لوزارة الخارجية. شغل المنصب حتى أبريل 1999، عندما أصبح نائب مدير الأمانة العامة ونائب الأمين العام لوزارة الخارجية. وكان قد تم تعيينه في الرتبة الدبلوماسية لمبعوث فوق العادة ومفوض من الدرجة الثانية في 9 يوليو 1998. خلال هذا الوقت درس في الأكاديمية الدبلوماسية التابعة لوزارة الشؤون الخارجية في الاتحاد الروسي، وتخرج من الدورات الدبلوماسية العليا في عام 2000.
في 15 سبتمبر 2000 تم تعيين بروفالوف سفيرا لروسيا في إستونيا، وشغل هذا المنصب حتى 25 يوليو 2006. بناءً على استدعائه، أصبح مديرًا لإدارة الوثائق التاريخية والتوثيق بالوزارة، وخلال هذه الفترة تمت ترقيته إلى رتبة مبعوث فوق العادة ومفوض من الدرجة الأولى في 28 نوفمبر 2007. وبقي في الدائرة التاريخية حتى عام 2012، عندما تم تعيينه القنصل العام لروسيا في كارلوفي فاري في جمهورية التشيك. كان هذا آخر منصب له في الخارج والذي شغله حتى عام 2015.
توفي بروفالوف في 9 أبريل 2021. حصل خلال مسيرته المهنية على العديد من الجوائز والأوسمة منها شهادة الشرف من وزارة الخارجية ولقب العامل الفخري بوزارة الخارجية الروسية. حصل أيضًا على وسام الصليب من إستونيا، الذي أعلن عنه في 18 أغسطس 2006 وتم تقديمه في 22 أغسطس 2006. وصفه نعيه من قبل وزارة الخارجية الروسية بأنه «متميز بالاجتهاد والتفاني، والنهج المسؤول في العمل، والموقف منتبهة تجاه الآخرين».